# Туржевиль
Туржеви́ль (фр. Tourgéville) — коммуна во Франции, находится в регионе Нижняя Нормандия. Департамент коммуны — Кальвадос. Входит в состав кантона Трувиль-сюр-Мер. Округ коммуны — Лизьё.
Код INSEE коммуны — 14701.

## Население
Население коммуны на 2010 год составляло 933 человека.
| 1962 | 1968 | 1975 | 1982 | 1990 | 1999 | 2010 |
| ---- | ---- | ---- | ---- | ---- | ---- | ---- |
| 577  | 718  | 686  | 748  | 730  | 848  | 933  |

## Экономика
В 2010 году среди 492 человек трудоспособного возраста (15—64 лет) 331 были экономически активными, 161 — неактивными (показатель активности — 67,3 %, в 1999 году было 71,8 %). Из 331 активных жителей работали 289 человек (138 мужчин и 151 женщина), безработных было 42 (17 мужчин и 25 женщин). Среди 161 неактивных 55 человек были учениками или студентами, 78 — пенсионерами, 28 были неактивными по другим причинам.